# Bâtiment situé 6 Trg Pavla Stojkovića à Niš
Le bâtiment situé 6 Trg Pavla Stojkovića à Niš (en serbe cyrillique : Зграда на Тргу Павла Стојковића бр. 12 у Нишу ; en serbe latin : Zgrada na Trgu Pavla Stojkovića br. 12 u Nišu) se trouve à Niš, dans la municipalité de Medijana et dans le district de Nišava, en Serbie. Il est inscrit sur la liste des monuments culturels protégés de la République de Serbie (identifiant no SK 2084),.

## Présentation
Le bâtiment, situé 6 Trg Pavla Stojkovića, a été construit avant 1900 pour le pharmacien Dragutin K. Veličković.
De plan rectangulaire, il a été conçu pour s'intégrer dans toute une série d'autres édifices de la place Pavle Stojković (Trg Pavla Stojkovića). Il se caractérise par une décoration de façade peu profonde, une corniche courant sous le toit et de grandes fenêtres en pin massif.